# Timo Kotipelto
Timo Antero Kotipelto (* 15. března 1969) je zpěvák finské power metalové skupiny Stratovarius. Zároveň je taky zakladatel a zpěvák power metalové skupiny Kotipelto.
Kotipelto se narodil v Lappajärvi, ve Finsku. Studoval zpěv na pop-jazzové konzervatoři v Helsinkách. Krátce zpíval v amatérské cover kapele Filthy Asses.
V létě roku 1994 se zúčastnil konkurzu na zpěváka Stratovarius a byl přijat. Jeho příchod úzce souvisí s rychlým vzestupem kapely na mezinárodní scéně. První album, které u Stratovarius natočil v roce 1995, nese název Fourth Dimension. Po vydání této desky se Stratovarius stali stálicí na evropské heavy metalové scéně, nahráli další alba a vystupovali na mnoha hudebních festivalech.
Po neshodách uvnitř kapely, zvláště s Timem Tolkki, Kotipelto kapelu v roce 2003 opustil. Po mnoha zmatcích během roku 2004 se však v lednu roku 2005 vrátil zpět a společně nahráli album Stratovarius. Poté následovalo velké tour po severní i jižní Americe, Evropě a Asii.
V roce 2002 založil Kotipelto svůj sólový projekt nazvaný Kotipelto. Prozatím vydal tři alba: „Waiting For The Dawn“, „Coldness“ a „Serenity“.
Bokem od Stratovarius a Kotipelto, Timo nazpíval doprovodné vokály k albu Silence skupiny Sonata Arctica a hlavní vokály k písni Out of the White Hole z desky Universal Migrator Part 2: Flight of the Migrator nizozemského projektu Ayreon.

## Diskografie

### Spolu se Stratovarius
- Fourth Dimension (1995)
- Episode (1996)
- Visions (1997)
- Visions of Europe (Live, 1998)
- Destiny (1998)
- The Chosen Ones (Kompilace, 1999)
- Infinite (2000)
- Infinite Visions (DVD, 2000)
- Intermission (2001)
- Elements, Pt. 1 (2003)
- Elements, Pt. 2 (2003)
- Stratovarius (2005)
- Polaris (2009)
- Elysium (2011)
- Nemesis (2013)
- Eternal (2015)

### Sólo
- Waiting for the Dawn (2002)

„Beginning“ (2002) – singl
- Coldness (2004)

„Reasons“ (2004) – singl
„Take Me Away“ (2004) – singl
- Serenity (2007)

„Sleep Well“ (2006) – singl